# Камбернон
Камбернон (фр. Cambernon) насеље је и општина у северној Француској у региону Доња Нормандија, у департману Манш која припада префектури Кутанс.
По подацима из 2011. године у општини је живело 724 становника, а густина насељености је износила 42,56 становника/km². Општина се простире на површини од 17,01 km². Налази се на средњој надморској висини од 158 метара (максималној 177 m, а минималној 57 m).

## Демографија
| 1962. | 1968. | 1975. | 1982. | 1990. | 1999. | 2011. |
| ----- | ----- | ----- | ----- | ----- | ----- | ----- |
| 640   | 720   | 701   | 640   | 691   | 696   | 724   |

График промене броја становника у току последњих година